# Anomalotinea kirghizstana
Anomalotinea kirghizstana är en fjärilsart som beskrevs av Aleksei Konstantinovich Zagulajev 2002. Anomalotinea kirghizstana ingår i släktet Anomalotinea och familjen äkta malar. Inga underarter finns listade i Catalogue of Life.